# Späte Betonie
Die Späte Betonie (Betonica serotina) ist eine Pflanzenart aus der Gattung der Betonien (Betonica) innerhalb der Familie der Lippenblütler (Lamiaceae).

## Beschreibung und Ökologie

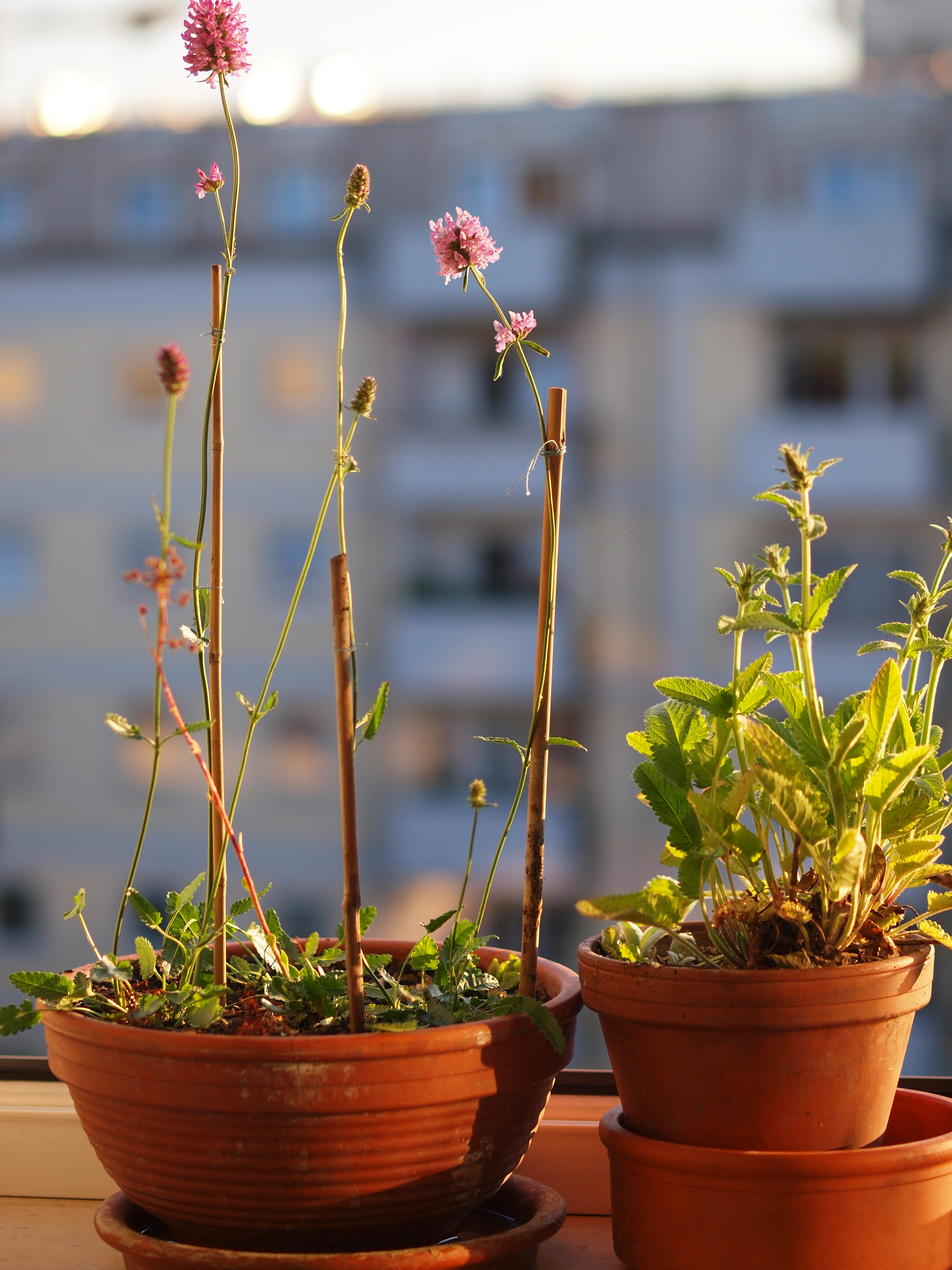
Vergleich der vegetativen Merkmale einer Hochgebirgsform der Späten Betonie (links, Orjen) mit dem typischen Habitus der Echten Betonie (rechts, Botanischer Garten München)

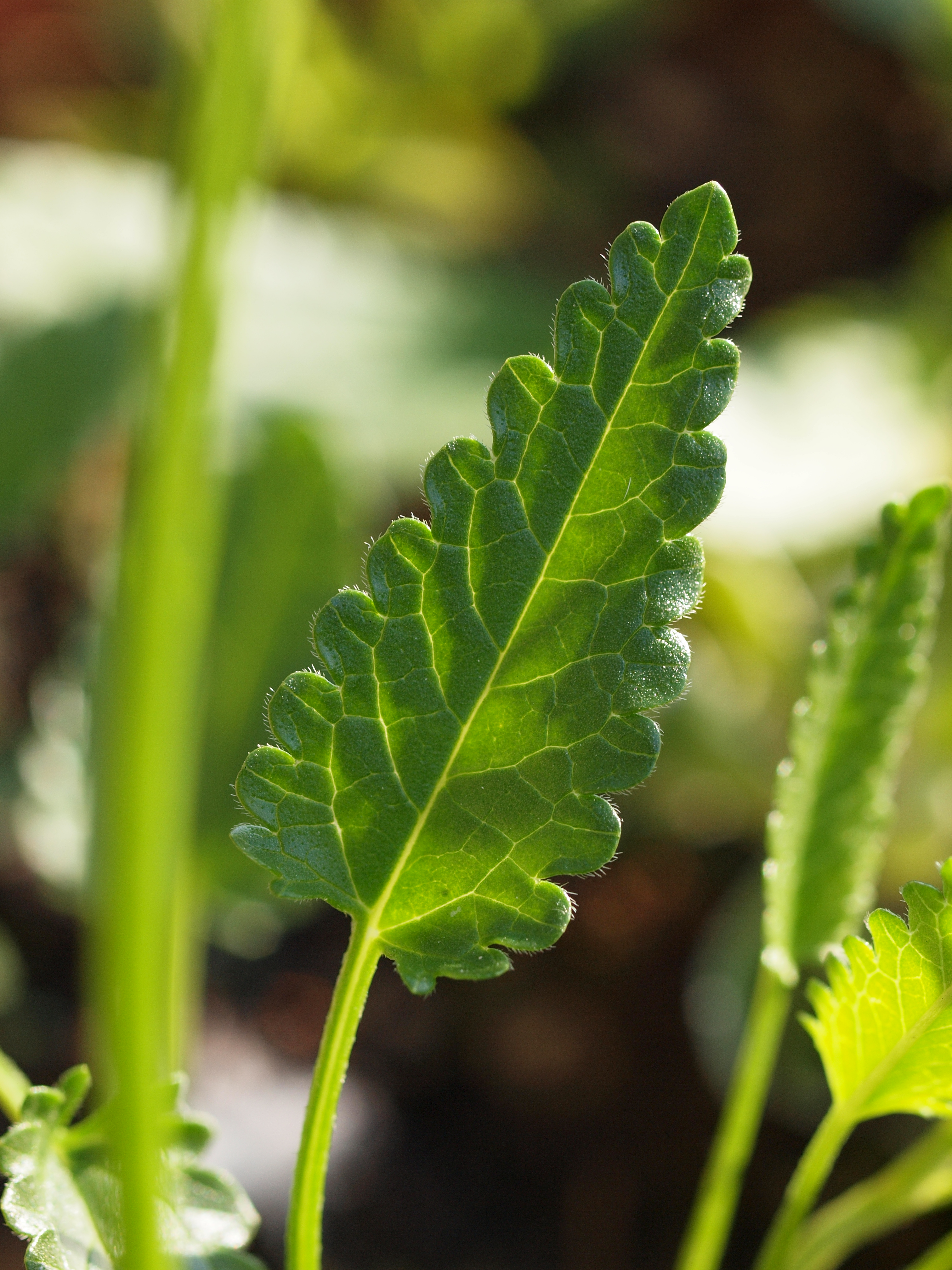
Die Laubblätter bei Hochgebirgsformen der Betonie können wie hier aus dem Orjen lederig, kahl und besonders klein (maximal 4 Zentimeter lang) ausfallen.

### Unterscheidung zu anderen Arten
Die Späte Betonie (Betonica serotina) gehört nach Ansicht der meisten Botanischen Autoren in den Verwandtschaftskreis der Echten Betonie (Betonica officinalis) und galt oft nur als deren Varietät oder Unterart. Von der sehr variablen Echten Betonie, von der zudem zahlreiche infraspezifische Taxa beschrieben wurden, kann sie durch die deutlich abgesetzten Teilblütenstände, der lockeren langen Scheinähre, dem schmalen und sechs- bis achtmal so langen wie breiten obersten Stängelblatt und den immer vorhandenen Verzweigungen (tritt aber auch bei der Echten Betonie häufiger auf) unterschieden werden. 
Ebenso besitzt sie durch einen kürzeren Kelch, der immer stark behaart ist, kürzere Kelchzähne, sowie der Verbreitung in warmen mittelmeernahen Standorten zahlreiche ausschließende Merkmale. Im vier Wochen später einsetzenden Blühzeitpunkt (Juli bis September, selten noch im Oktober), der allgemeinen Wuchsform und der pflanzensoziologischen Einordnung in subtropischen Vegetationstypen ist sie in der Natur unverwechselbar, da sie auch nicht mit der Echten Betonie vergesellschaftet vorkommt. Weniger aussagekräftig ist dagegen die Farbe der Blütenkrone die jedoch bei der Späten Betonie nicht pink oder purpurfarben, sondern rosafarben ist, was jedoch nur beim direkten Vergleich stärker auffällt. Damit ist sie in der verwandtschaftlich komplexen Gattung der Betonien (Betonica) relativ „leicht anzusprechen“.

### Vegetative Merkmale

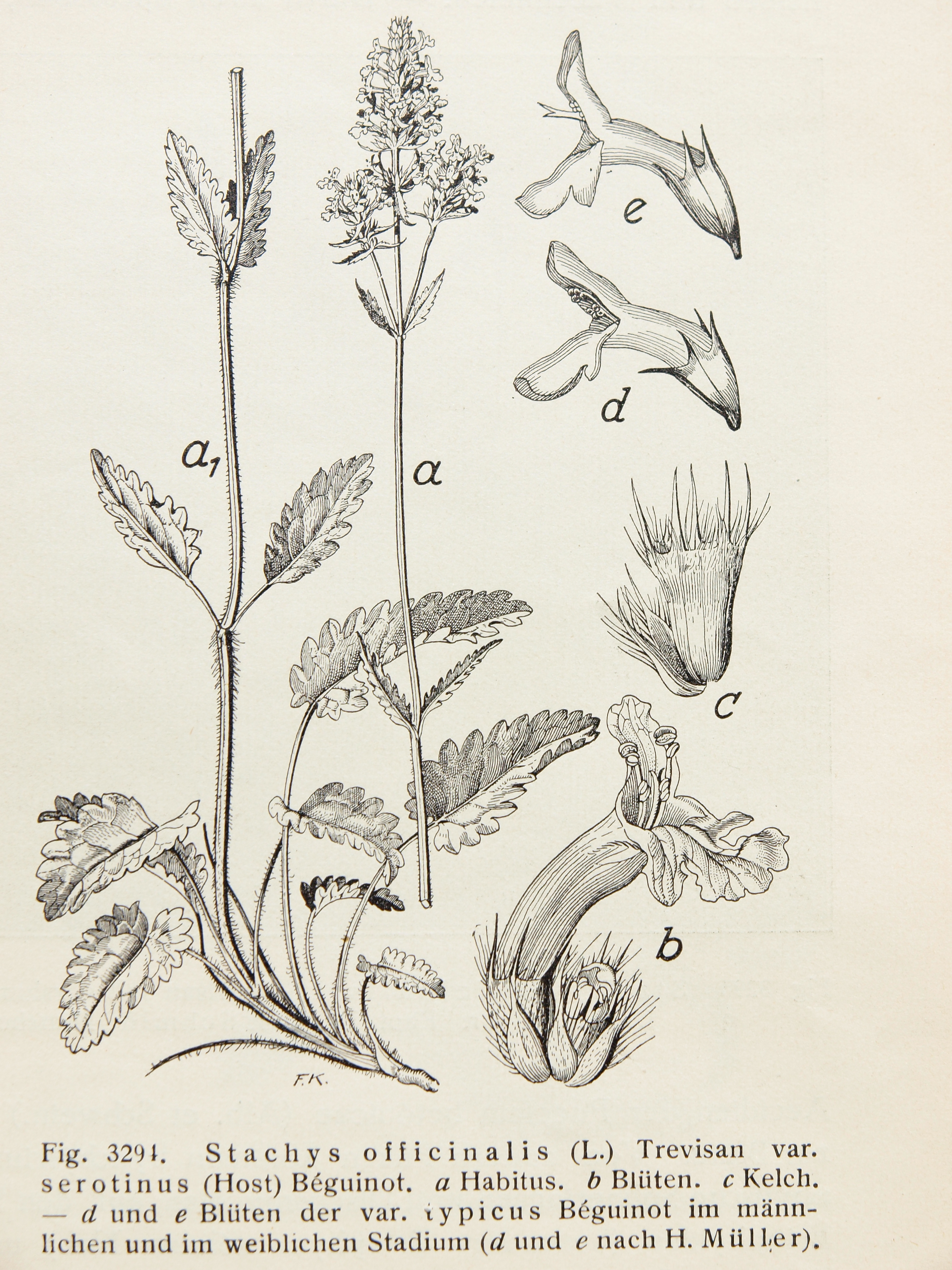
Illustration zu Betonica serotina (als Stachys officinalis var. serotinus), Gustav Hegi Fig. 3294, Illustrierte Flora von Mitteleuropa 1926 (Bearbeitet von H. Gams)

Die Späte Betonie ist eine ausdauernde krautige Pflanze und erreicht Wuchshöhen von zumeist 30 bis 70 Zentimetern. Als Hemikryptophyt bildet sie ein unterirdisches, knotiges Rhizom als Überdauerungsorgan aus. Der Stängel wie die Laubblätter stehen in einer grundständigen Rosette zusammen und sind mit einfachen Gliederhaaren behaart. Stängel aufrecht bis aufsteigend, besonders im oberen Teil dicht mit rückwärts gerichteten Haaren (mehrzellige Gliederhaare, 0,4 bis 0,8 Millimeter) versehen. Stiele der unteren Stängelblätter sind selten gleich, meist doppelt bis viermal so lang wie die Blattspreite, oberste Stängelblätter sechs- bis achtmal so lang wie breit.

### Generative Merkmale

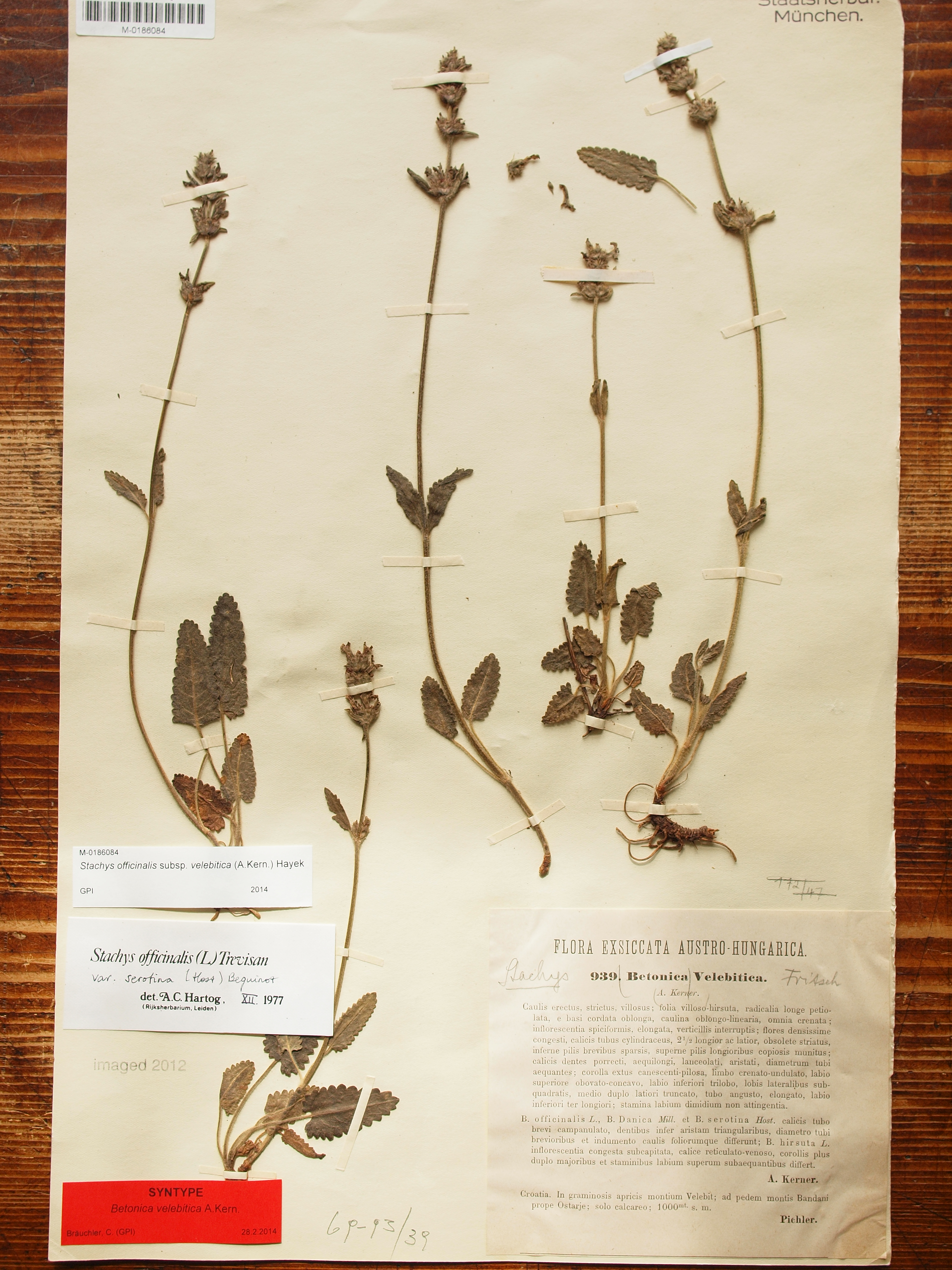
Syntypus Betonica velebitica A. Kerner, Herbarmaterial der Bayerischen Botanischen Staatssammlung

Die Blütezeit reicht von Juli bis September, selten noch im Oktober. Der Blütenstand ist schmal unterbrochen und aus zusammengesetzten Scheinquirlen in einer locker stehenden Scheinähre aufgebaut. Die zwittrigen Blüten sind zygomorph mit doppelter Blütenhülle. Der Kelch ist 6 bis 7 Millimeter lang, leicht behaart, mit 1,5 bis 2,0 Millimeter langen Kelchzähnen. Die Krone ist 10 bis 17 Millimeter lang.
Die Teilfrüchte sind 2,5 bis 3 Millimeter lang sowie 1,4 bis 1,5 Millimeter breit.

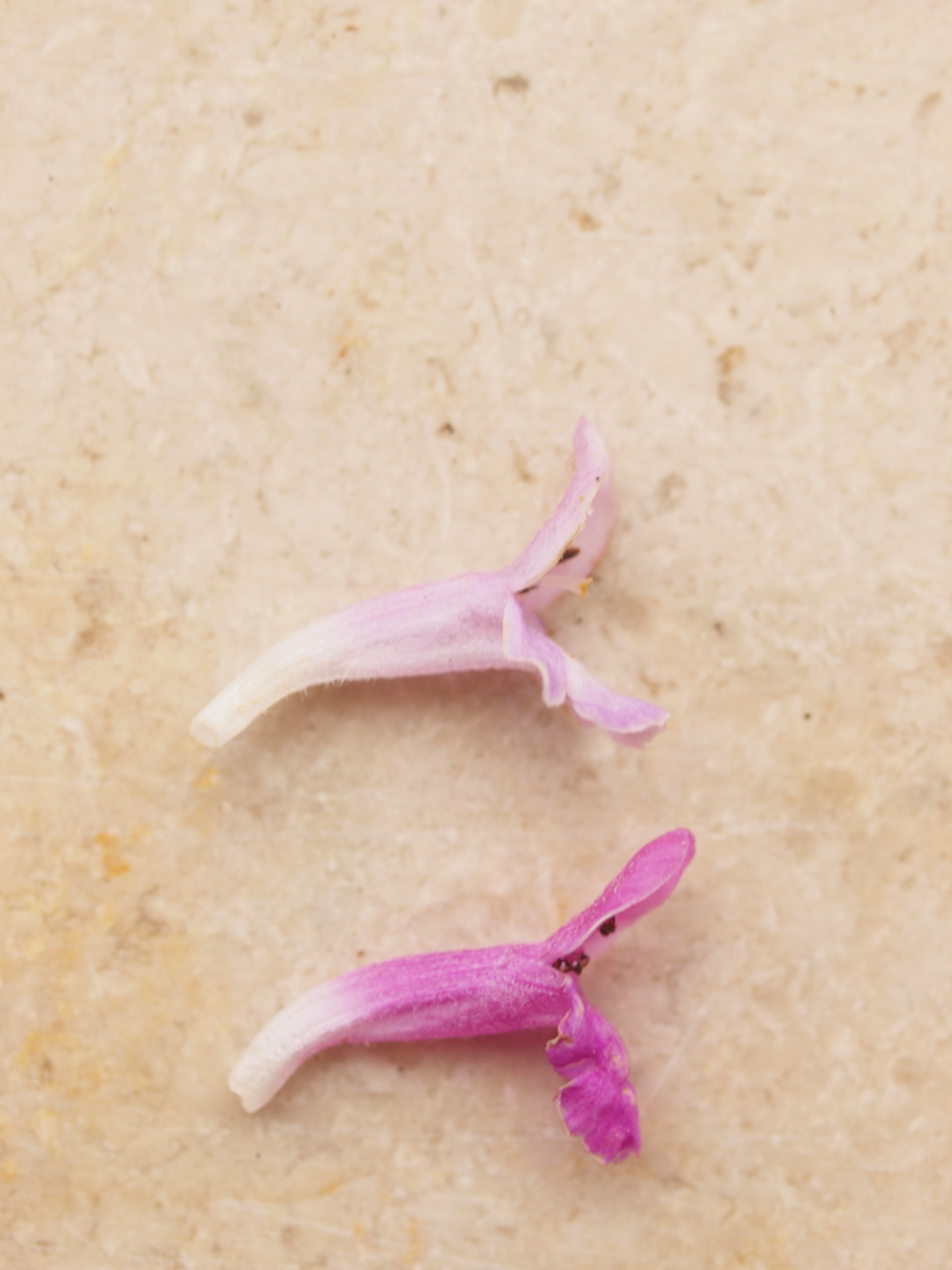
Blütenkrone – oben rosafarbene der Späten Betonie, unten vergleichsweise die purpurne Krone der Echten Betonie
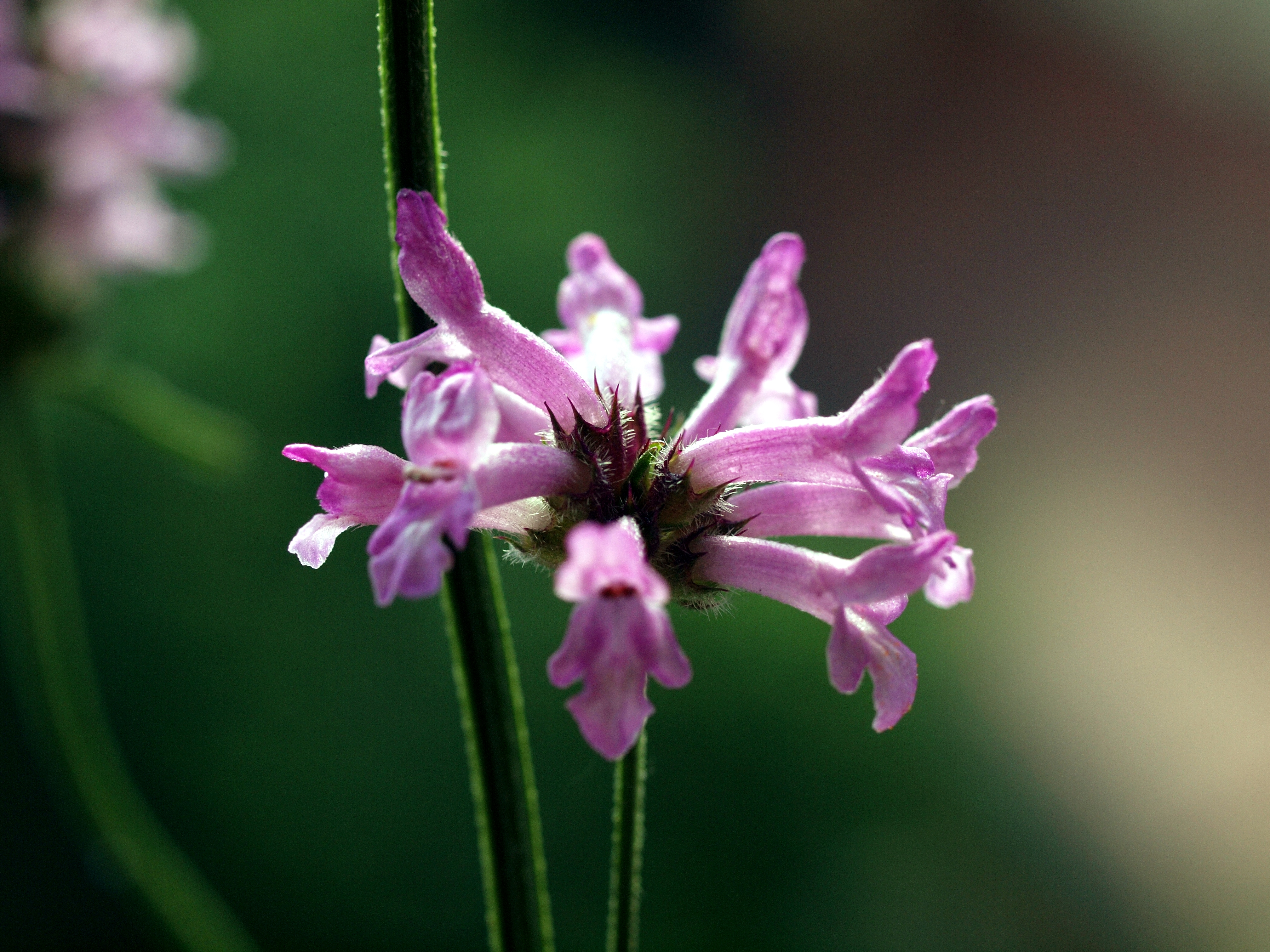
Seiteninfloreszenz mit einfachen Scheinquirl
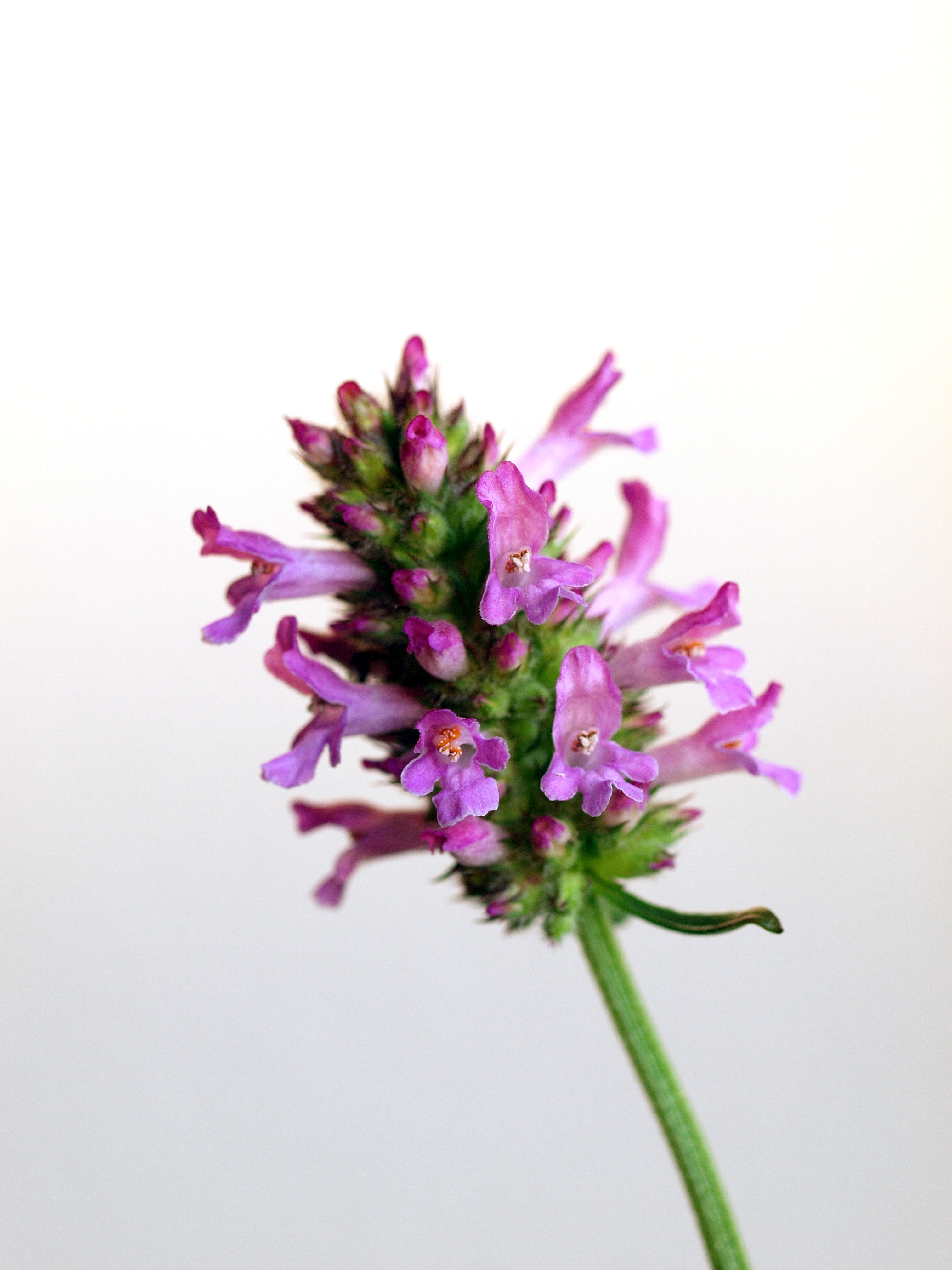
Blütendetail, Orjen-Gebirge
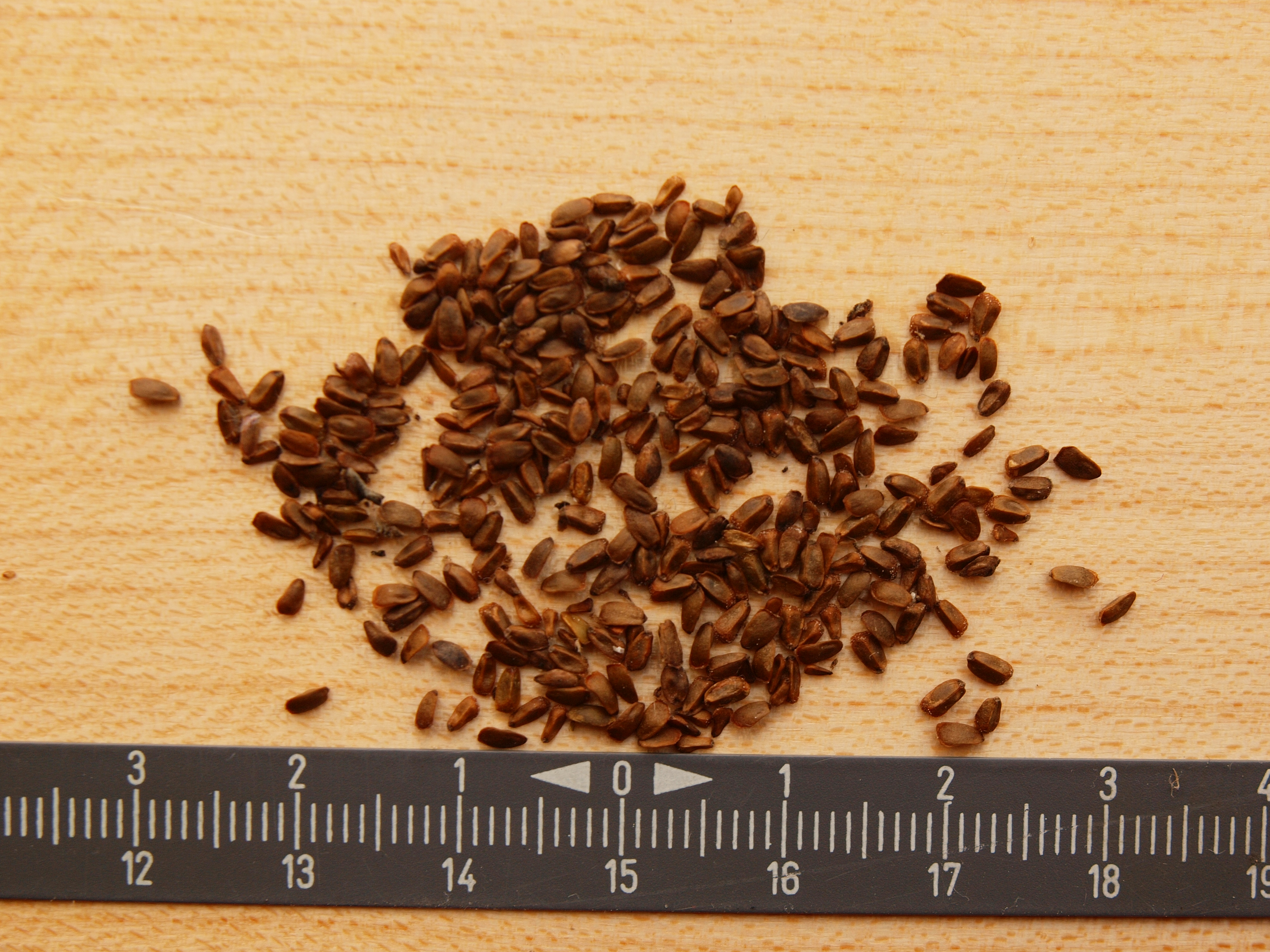
Teilfrüchte

## Taxonomie
Die Erstbeschreibung von Betonica serotina erfolgte 1831 in der Flora Austriaca, Band 2 durch Nicolaus Thomas Host.
Die Arten der Gattung Betonica wurden lange Zeit zur Gattung Stachys gestellt. Es gibt zahlreiche Synonyme für Betonica serotina Host: Stachys serotina Fritsch, Stachys officinalis var. serotinus Bégouinot, Stachys officinalis var. serotina Pospichal, Betonica officinalis subsp. serotina Murb., Stachys officinalis subsp. serotina Hayek.
Anton Kerner von Marilaun hatte auf einer Aufsammlung von Thomas Pichler die Velebit-Betonie (Betonica velebitica) als neue Art beschrieben. Diese ist durch ihre kleine Wuchsform, sowie der sehr starken Behaarung von der eigentlichen Späten Betonie (Betonica serotina) unterschieden und wurde von Eduard Ludvík Pospichal sowie Gustav Hegi als Ökotyp von Stachys officinalis als Stachys officinalis var. serotina f. velebeticus Kerner eingeordnet.

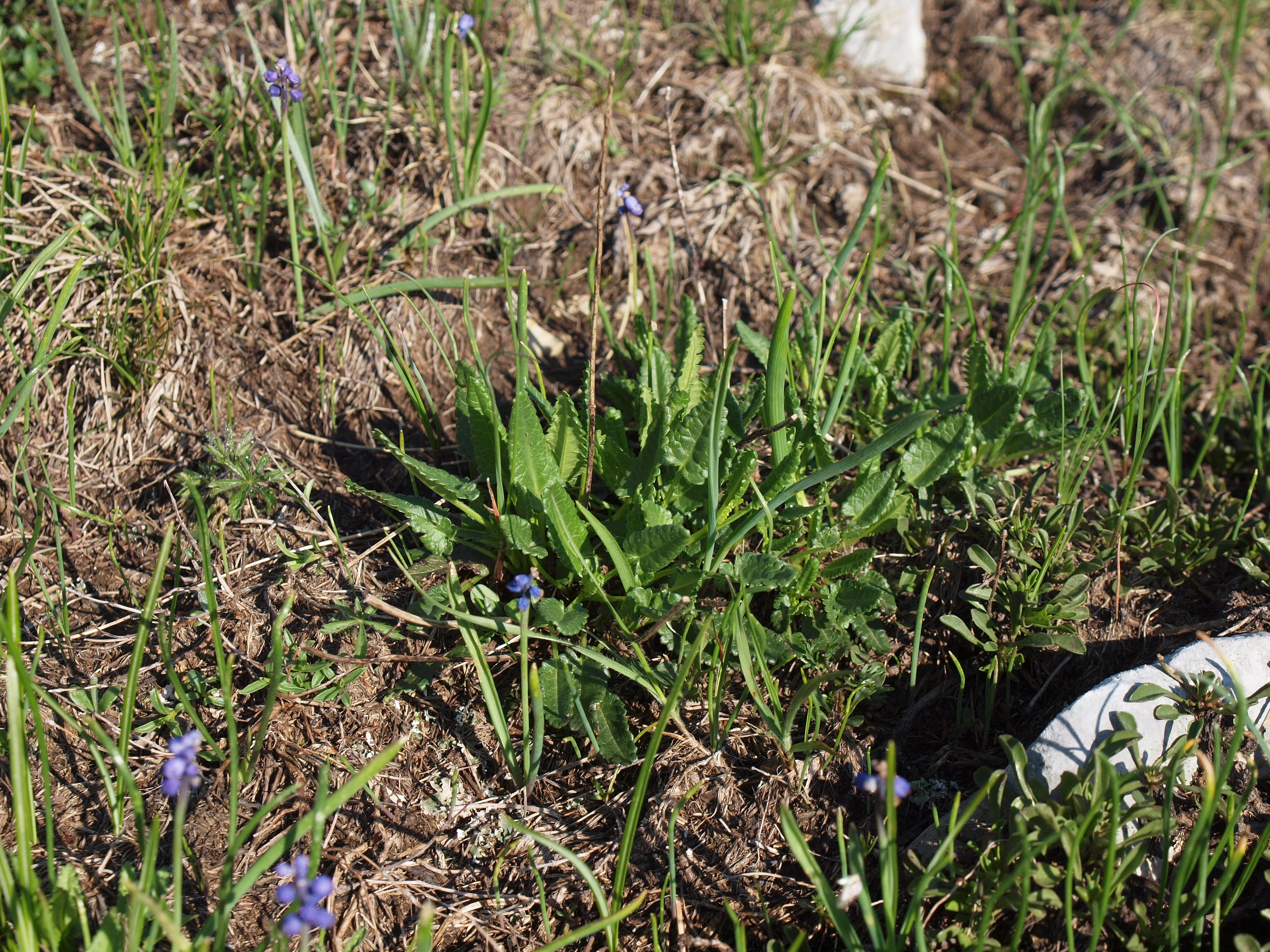
Am Wildstandort im Orjen in einer Höhenlage von 1450 Metern

## Vorkommen
Die Späte Betonie hat ihre Hauptverbreitung in den Küstenländern der Ostadria, sowie in den Südalpen (westwärts bis zum Südtessin). Sie gedeiht in mediterranen Trockenwiesen auf Karststandorten. Sie kommt in den südöstlichen Karstgebirgen der Dinariden noch bis in Höhenlagen von 1200 Metern vor (Leotar in der Herzegowina, Vrbanje im Orjen in Montenegro).
Auch in mediterranen Garigues im pflanzensoziologischen Verband Cisto-Ericion wie in Istrien, dem Kvarnergolf, Dalmatien und der Halbinsel Pelješac in Kroatien wird sie beobachtet. In den höheren Regionen submediterraner Karstgebirge der Dinariden zwischen Velebit, Dinara und Orjen ist sie in der unteren Montanstufe (Oro-Mediterrane Höhenstufe) in Gesellschaften mit der Schwarzwurzel (Scorzonera villosa - Scorzonero-Chrysopogonetalia) ein Element der weitverbreiteten wärmeliebenden Felsflockenblumen-Erdseggen-Trockenrasen. Hierin hat sie den Rang eine pflanzensoziologischen Verbands- und Charakterart.